# Шуб, Игорь Дмитриевич
Игорь Дмитриевич Шуб (укр. Ігор Дмитрович Шуб; род. 18 сентября 1952 года, Киев) — украинский режиссёр, сценарист, драматург. Режиссёр-постановщик Национального дворца искусств «Украина».

## Биография
- В 1975 году окончил актёрское отделение Казанского театрального училища.
- В 1980 году — Ленинградский государственный институт театра, музыки и кинематографии, специальность «режиссёр драмы».
- За годы творческой деятельности работал в Киевском театре поэзии, Киевском театре драмы и комедии, где осуществил постановки спектаклей «Шесть старых дев и один мужчина», «На Молдаванке музыка играла», «Встретимся, созвонимся».
- Работал режиссёром-постановщиком в "Укрконцерте[укр.] ", главным режиссёром Киевского театра эстрады, главным режиссёром рекламного агентства «Премьер-СВ Украина», где сделал около 50 видео и аудио роликов.
- На творческом счету постановки спектаклей во Львовском театре юного зрителя, Казанском большом драматическом театре имени Качалова, Красноярском ТЮЗе, Московском театре «Каскадёр», Московской областной филармонии, в театрах-студиях «Новый Альказар» и «Коллектив комической драмы», Киевском театре глухонемых «Радуга», "Театральная лаборатория"
- С 1984 года преподаёт в Киевском университете театрального искусства имени И. К. Карпенко-Карого.
- С 2005 года по 2014работал режиссёром-постановщиком Национального дворца искусств «Украина».
- 2018 по 2021 режиссер-постановщик в КМАТОБ.

## Избранные пьесы
- «Карнавал на острове „Санта Микеле“» (постановка в театре «Пластилин» г. Тернополь), в соавторстве с Александром Матусовым (1986);
- «При свечах», в соавторстве с Александром Матусовым (1986);
- «Очередь», в соавторстве с Александром Матусовым (1986);
- «Приключения на Радужной планете» (постановка в театре-студии «Новый Альказар»), в соавторстве с Александром Матусовым (1988);
- «Бідна-прибідна Джульєтта» (постановка в театре-студия «Новый Альказар»), в соавторстве с Александром Матусовым (1988);
- «Гоп-ля» (постановка в Республиканском театре глухонемых «Радуга»), в соавторстве с Александром Матусовым (1991);
- «Секрет музыкальной шкатулки» (постановка в Киевском театре эстрады), в соавторстве с Александром Матусовым (1991);
- «Завещание Беретти» (двухсерийный фильм «Укртелефильма», а также спектакль в Драматическом театре имени Михаила Коцюбинского в городе Нежине Черниговской области), в соавторстве с Александром Матусовым (1993);
- «Волк, коза и капуста», в соавторстве с Александром Матусовым (1993);
- «Я считаю раз, два, три, четыре, пять…», в соавторстве с Александром Матусовым (1993).
- Либретто "Приключения Чипполино" для театра музыкальной комедии Одесса. 2019
- "Як Опудало одружитися захотіло" (постановка в киевском театре "Берегиня") в савторстве с Аркадие Гарцманом.

## Сценарии фильмов
- «Завещание Беретти» в соавторстве Александром Матусовым (1993)
- «Королева бензоколонки 2», в соавторстве с Аркадием Гарцманом (2004);
- «Сорочинская ярмарка», в соавторстве с Аркадием Гарцманом (2004);
- «Танго любви», в соавторстве с Аркадием Гарцманом (2005);
- «Индийское кино», в соавторстве с Аркадием Гарцманом (2007—2008);
- «Я считаю: раз, два, три, четыре, пять…», в соавторстве с Александром Матусовым (2008).

## Актёрская деятельность
- «Возвращение Мухтара» (2003—2013);
- «За все тебя благодарю» (2006);
- «Городской пейзаж» (2007)
- "Индийское кино".
- «Индийское кино» (2009).
- "Фактор Феллини" (2010)
- «Инь, янь, и что с этим делать?»
- «Личное дело» (2014)
- "Теперь я буду тебя любить" 2015
- "Чудо по расписанию" 2015
- "Пес" 1 и 2 сезоны" 2015, 2016
- «Окно жизни» 2016
- «Нити судьбы»  2016
- «Майор и магия»  2017
- «Восточные сладости» 2017
- "«Черговий лікар»" 2016, 2018"
- Дом надежды " 2018"
- "Вскрытие покажет" 2018
- "Любовь под микроскопом." 2018
- "Криминальный журналист" 2018
- «Реальная мистика»  2019, 2020
- "Почта" 2019
- "Чужой грех" 2019
- "Новенькая" 2019
- "Агенты справедливости" 2020
- "Дільничий з ДВРЗ" 2020
- "Шуша." 2020
- "Перші ластівки" 2020
- "Вова-паника" 2020
- "Коп з минулого" 2021
- "Відважні" 2021
- "Надежда" 2021
- "Полкан"  20 21
- "Виклик"  2021
- "Ты меня никогда не забудешь". 2021
- «Вероника. 2022